# Messua
Genre
Messua est un genre d'araignées aranéomorphes de la famille des Salticidae.

## Distribution
Les espèces de ce genre se rencontrent en Amérique.

## Liste des espèces
Selon World Spider Catalog (version 19.0, 20/06/2018) :
- Messua avicennia Edwards & Baert, 2018
- Messua centralis (Peckham & Peckham, 1896)
- Messua dentigera (F. O. Pickard-Cambridge, 1901)
- Messua desidiosa * Peckham & Peckham, 1896
- Messua donalda (Kraus, 1955)
- Messua felix (Peckham & Peckham, 1901)
- Messua latior (Roewer, 1955)
- Messua laxa (Chickering, 1946)
- Messua limbata (Banks, 1898)
- Messua moma (F. O. Pickard-Cambridge, 1901)
- Messua octonotata (F. O. Pickard-Cambridge, 1901)
- Messua pura (Bryant, 1948)
- Messua tridentata (F. O. Pickard-Cambridge, 1901)

## Publication originale
- Peckham & Peckham, 1896 : Spiders of the family Attidae from Central America and Mexico. Occasional Papers of the Natural History Society of Wisconsin, vol. 3, no 1, p. 1-101 (texte intégral).